# Spoorlijn Göteborg - Skee
De spoorlijn Göteborg – Skee bekend als Zweeds: Bohusbanan loopt door het Bohuslän van de in het westen van Zweden gelegen provincie Västra Götaland.

## Geschiedenis
Het idee was om de Bohusbanan samen met de Västkustbanan van de in de Zweedse provincie Skåne gelegen stad Malmö langs de westelijke kustlijn naar het Noorse stad Oslo aan te leggen.
De SJ kocht in 1896 de Västkustbanan van de private spoorwegondernemingen waarna het Zweedse parlement in 1898 besloot tot uitbreiding met het traject tussen de stad Göteborg en de Noorse stad Oslo.
Door het de opheffen van de Noors-Zweedse Unie in 1905 werd dit grenstraject tussen Isebake en Skee niet aangelegd.

## Traject Uddevalla – Skee
De bouw van het traject tussen Uddevalla en Skee begon in 1900 en was vrij uitgebreid. Er moest veel grond verplaatst worden en er moesten twee tunnels met een lengte van 196 meter en 76 meter worden gebouwd. De belangrijkste brug werd gebouwd over Örekilsälven met een lengte van 65 meter.
Het traject werd op 16 december 1903 geopend.

## Traject Göteborg – Uddevalla
Het traject tussen Göteborg en Uddevalla werd in fases aangelegd. Aan de westelijke kant van de rivier de Göta werd een tijdelijk station Tingstad gebouwd en het traject naar Ljungskile werd op 1 juni 1906 voorlopig in dienst gesteld. Het traject tussen Ljungskile en Uddevalla werd op 9 juni 1907 voorlopig in dienst gesteld. Het twee kilometer lange traject tussen Tingstad en Göteborg bestond uit een 875 meter lang viaduct en de brug over de rivier de Göta werd op 1 maart 1909 in gebruik genomen. Sindsdien is het gehele traject tussen Göteborg en Skee naar Strömstad in gebruik.
In het traject zijn tunnels aangelegd in Skår, Almedal, Lahagen en Bua met een lengte van 242, 218, 75 en 237 meter. In de omgeving van Ljungskile kwam nog tunnel met een lengte van 103 meter. In Häsleröd is een 32 meter lange tunnel en in de Kristineberg een 448,5 meter lange tunnel. Kort voor Uddevalla zijn twee tunnels, 45 en 31 meter, en in Uddevalla is een tunnel van 150 meter.

## Alternatief traject
Aan de Noorse zijde werd de Østfoldbanen tussen Oslo en Halden aangelegd en aan de Zweedse zijde werd het traject van de Vänernbanan tussen Kornsjö en Mellerud (kopmaken; sinds 1995 een trajectverbetering door een nieuw traject tussen Dals Rostock en Brålanda) aangelegd door de Dalslands Järnväg (DJ) en verderop het traject door de Bergslagernas Järnvägar (BJ) tussen Mellerud (kopmaken; sinds 1995 een trajectverbetering door een nieuw traject tussen Dals Rostock en Brålanda) en Göteborg BJ.
Het traject werd als volgt geopend:
- Østfoldbanen spoorlijn tussen Oslo S en Halden: 2 januari 1879
- Dalslands Järnväg (DJ) spoorlijn tussen Kornsjö en Mellerud: 18 juli 1879
- Bergslagernas Järnvägar (BJ)) spoorlijn tussen Mellerud en Göteborg BJ: 21 juni 1879

## Ontwikkelingen
Op het traject ten noorden van Munkedal vond sinds 1961 geen regelmatig goederenvervoer plaats terwijl op het traject naar Lysekil wel geregeld goederenvervoer plaatsvond uitgevoerd door Green Cargo.
Op 20 december 2006 werd het traject beschadigd door een aardverschuiving op het deel ten zuiden van Munkedal (Smårödsraset). Hierbij was ook de E6 geblokkeerd. Zowel het personenvervoer als het goederenvervoer werd tussen Strömstad en Lysekil tijdelijk stilgelegd. Door inspanning van de Zweedse infrabeheerder Banverket kon op 24 februari 2007 zowel het personenvervoer als het goederenvervoer op de Bohusbanan worden hervat. Het traject is daarbij iets in oostelijke richting op steviger grond opnieuw aangelegd.
In 2007 werd besloten om het traject tussen Skee en Strömstad voor een periode van 1 tot 2 jaar in 2008/2009 voor het personenvervoer stil te leggen om de aanleg van de E6 mogelijk te maken.

## Treindiensten

### SJ
De Statens Järnvägar verzorgt het personenvervoer op dit traject met X 2000 treinen. De treindienst werd uitgevoerd met treinstellen van het type X 2.
- 60: Stockholm C – Katrineholm C – Skövde C – Herrljunga – Vara – Vanerborg C – Uddevalla C (– Strömstad)

### Veolia
```
Veolia
 verzorgde tot december 2010 in opdracht van Västtrafik het personenvervoer op dit traject met 
Pendeltågstoptreinen
. De treindienst werd uitgevoerd met treinstellen van het type 
X 31
. Vanaf 2010 worden deze treinstellen vervangen door treinstellen van het type 
Coradia Nordic
 
X 61
.
```

- 130: Göteborg – Uddevalla C – Strömstad

### Skee
- Bohusbanan, spoorlijn tussen Göteborg C en Skee
- Strömstad – Skee (SSJ), spoorlijn tussen Strömstad en Skee

### Smedberg
- Bohusbanan, spoorlijn tussen Göteborg C en Skee
- Lysekils Järnväg (LyJ), spoorlijn tussen Uddevalla en Lysekil

### Munkedal
De Munkedals Järnväg (MJ) had al in 1895 een traject tussen Munkedals en Munkedals haven met een lengte van zes kilometer en een spoorbreedte van 600 mm. Het traject was eerder gebouwd als de Bohusbanan. Het traject werd voor zowel goederenvervoer als personenvervoer gebruikt.
Het traject werd in de jaren 1950 verbreed tot normaalspoor. Een deel van het traject met een lengte van 2,5 kilometer werd overgenomen door het Chateau Småröd Museum en in oorspronkelijke toestand hersteld.

### Uddevalla

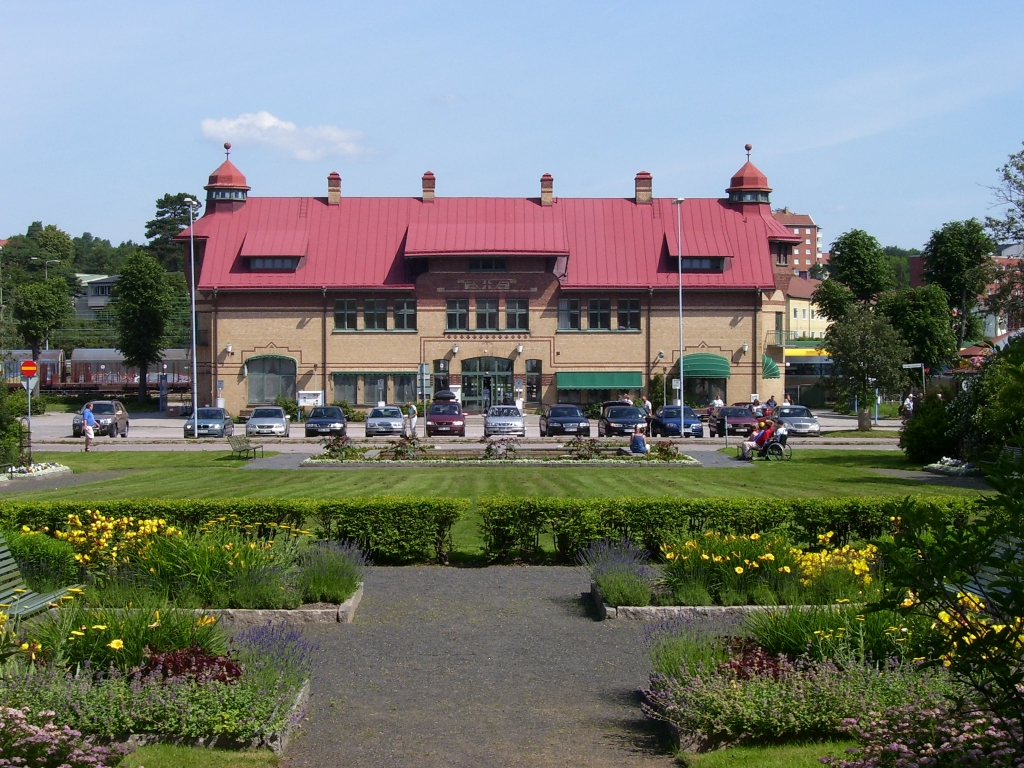
centraal station te Uddevalla

Het traject van de Uddevalla Vänersborg - Herrljunga Järnväg (UWHJ) tussen Uddevalla en Vänersborg naar Herrljunga werd in 1867 geopend. De UWHJ gebruikte hiervoor een spoorbreedte van 1217 mm. Het traject werd in 1899 omgespoord naar 1435 mm. De UWHJ had ten noorden van Uddevalla een eigen station dat dichter bij het stadscentrum lag dan het noordelijker gebouwde SJ-station van de Bohusbanan.
Het traject van de Uddevalla - Lelångens Järnväg (ULB) tussen Uddevalla en Bäckelors werd in 1895 geopend. De ULB gebruikte hiervoor een spoorbreedte van 891 mm. Het station van de ULB was nog noordelijker dan het SJ-station gelegen.
- Bohusbanan spoorlijn tussen Göteborg C en Skee
- Lysekils Järnväg (LyJ) spoorlijn tussen Uddevalla en Lysekil
- Uddevalla - Lelångens Järnväg (ULB) spoorlijn tussen Uddevalla en Bengtsfors
- Uddevalla - Vänersborg - Herrljunga Järnväg (UWHJ) spoorlijn tussen Uddevalla en Vänersborg
  - Älvsborgsbanan spoorlijn tussen Uddevalla en Vänersborg naar Herrljunga en Borås

### Göteborgs hamnbana
In de haven van Göteborg is er aansluiting met goederenvervoer op de schepen van de Skandiahamnen en de passagiersschepen in de Norra Frihamnspiren van de DFDS Seaways Deze passagiersschepen zijn in de zomer van 2000 naar het centrum van Göteborg verhuisd.

### Göteborg
In Göteborg waren vier stations voor lokale en interlokale treinen.
Volvo Car Corporation is een automerk, die in 1927 door Gustaf Larson en Assar Gabrielsson in Göteborg werd opgericht. Volvo is Latijn voor ik rol.
Het allereerste Volvo-model is de Volvo Jacob uit 1927.

#### Göteborg C

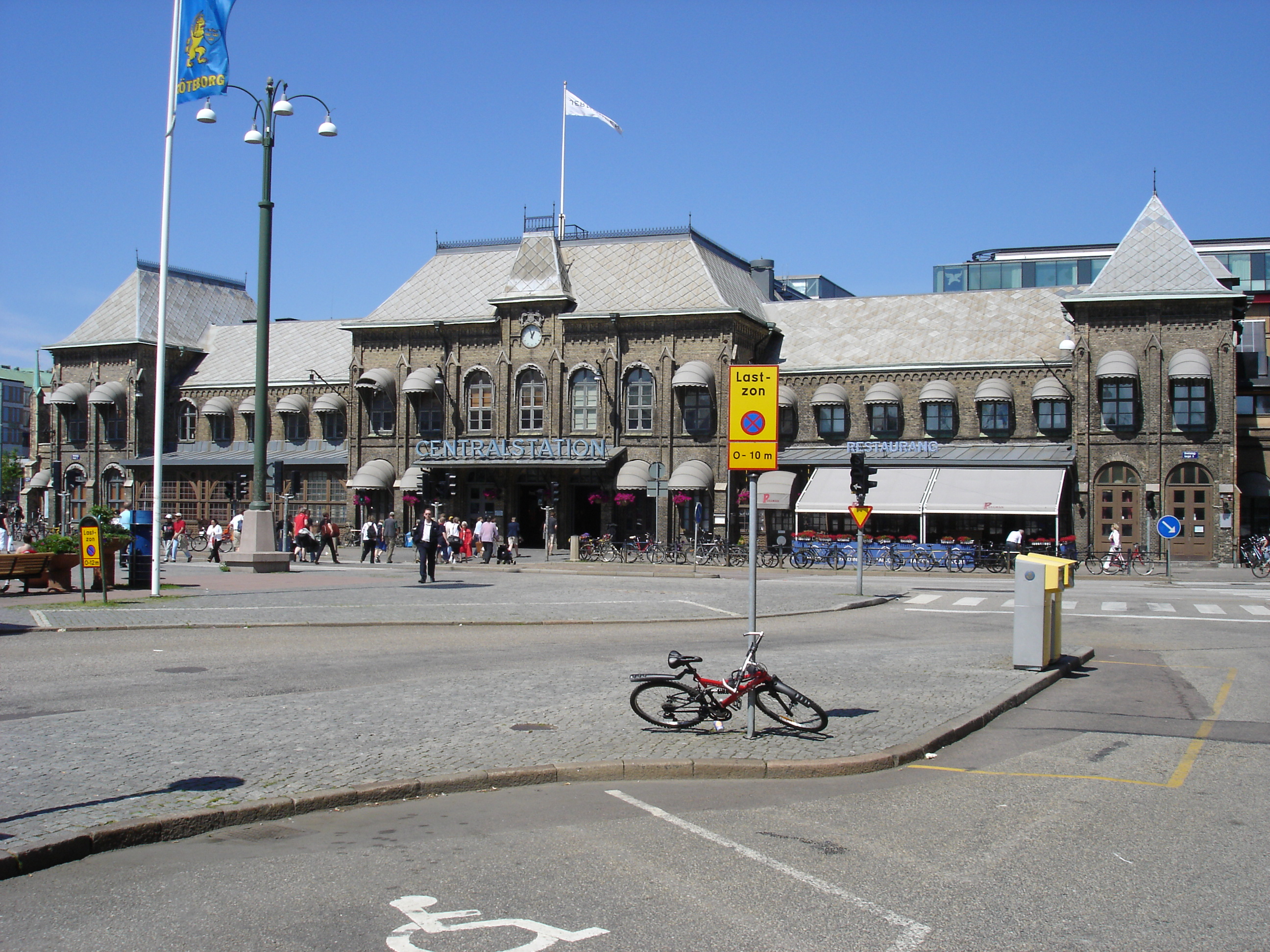
het oudste deel van Centraalstation Göteborg

Het Centraal Station in Göteborg werd in 1858 ontworpen door Adolf Wilhelm Edelsvärd (1824-1919). Het station werd gebouwd aan de Drottningtorget gebouwd en werd op 4 oktober 1858 geopend. Tegenwoordig heeft het station 16 kopsporen in gebruik. Hier kan men overstappen op de stadstram van Göteborg.
- Bohusbanan, spoorlijn tussen Göteborg en Skee en aansluitend met de Strömstad - Skee Järnväg naar Strömstad
- Kust till kustbanan, spoorlijn tussen Göteborg en Kalmar / Karlskrona
- Västkustbanan, spoorlijn tussen Göteborg C en Lund C – (Malmö C)
- Västra stambanan spoorlijn tussen Stockholm C en Göteborg C
- Vänernbanan, spoorlijn Göteborg en Kil
  - Dalslands Järnväg, spoorlijn tussen Sunnanå en Kornsjø met aansluiting op de Østfoldbanen naar Oslo
- Göteborgs Spårvägar AB stads- en regiotram rond Göteborg

#### Göteborg BJ
Het station Bergslagernas in Göteborg bevond zich bij het Centraal Station van Göteborg.
- Bergslagernas Järnväg (BJ), spoorlijn tussen Göteborg en Vänersborg en Falun
- Göteborg Hallands Järnväg (GHB), spoorlijn tussen Göteborg en Varberg 77 km
- Göteborg – Borås Järnväg (GBJ), spoorlijn tussen Göteborg en Borås

#### Göteborg VGJ
Het VGJ-station in Göteborg bevond zich bij het Centraal Station van Göteborg.
- Västergötland - Göteborgs Järnvägar (VGJ), spoorlijn tussen Göteborg en Vara – Skara naar Gullspång / Gårdsjö

#### Göteborg GSJ
Het GSJ-station in Göteborg bevond zich aan het Karlsroplatsen.
- Göteborg - Särö Järnväg (GSJ) spoorlijn tussen Göteborg GSJ en Särö

## Overname
Het parlement keurde in 1906 goed dat de staat de Strömstad – Skee Järnväg kocht, hetgeen op 1 januari 1907 plaatsvond; de bedrijfsvoering werd overgedragen aan de SJ.

## ATC
De SJ Banverket heeft in 1987 ATC Ebicab 700 op het traject tussen Göteborg en Uddevalla geïnstalleerd.

## Elektrische tractie
Het traject werd in fases geëlektrificeerd met een spanning van 15.000 volt 16 2/3 Hz wisselstroom.
- Olskroken – Uddevalla, 87 km: geopend op 5 mei 1939
- Uddevalla – Strömstad, 86,2 km: geopend op 10 juni 1950